# Síndrome de Smith-Lemli-Opitz
Síndrome de Smith-Lemli-Opitz é uma síndrome mendeliana, que caracteriza-se por retardo mental, microcefalia, hipospadia, ptose, nariz largo, narinas para cima, pescoço curto, palato alto, prega simiesca e sindactilia entre o segundo e terceiro dedos do pé.